# دندان‌های دائمی
دندان‌های دائمی یا دندان‌های ماندگار مجموعهٔ ثانویهٔ دندانی شامل ۳۲ دندان هستند که رویش آن‌ها از پنج تا هفت‌سالگی آغاز و در هفده تا بیست‌وسه‌سالگی با رویش دندان‌های آسیای سوم، یا دندان‌های عقل، کامل می‌شود. اولین دندان دایمی در سن ۶ سالگی می‌رویند. نکته بسیار مهم و کلیدی آن است که دندان‌های دائمی آسیاب بزرگ در فضایی رویش می‌کنند که قبلاً دندان شیری در آن محل وجود نداشته‌است این مسئله باعث می‌شود برخی از والدین تصور کنند که این دندان شیری است و بنابراین اهمیت کافی به آن ندهند. از طرفی با توجه به اینکه این دندان‌ها آخرین دندان‌های موجود در قوس دندانی هستند دسترسی جهت انجام اقدامات بهداشتی توسط کودک کم بوده و به سرعت می‌توانند خراب شوند. توصیه آن است که به دندان‌هایی که بعد از ۶ سالگی در جلو یا عقب دهان درمی‌آیند توجه ویژه نماییم و ۱)جهت اطمینان با دندان‌پزشک مشورت نماییم. ۲)در حفظ بهداشت دهان به کودک کمک نموده و دندان‌های انتهایی با نظارت والدین مسواک زده شود. ۳)باتوجه به وجود شیارهای عمیق جهت جلوگیری از پوسیدگی احتمالی از درمان‌های پیشگیری مثل فیشورسیلنت (شیارپوش) که مهروموم نمودن شیارها می‌باشد استفاده کنیم. نکته هشدار دهنده آن است که بالاترین میزان شیوع پوسیدگی در کودکان و نوجوانان مربوط به همین دندانی است که در سن ۶ سالگی درآمده‌است.
تعداد بسیاری از بیمارانی که به‌طور روزانه از طرف دندان‌پزشکان به متخصصین ارتودنسی ارجاع می‌شود مشاوره در خصوص حفظ یا کشیدن این دندان‌ها است که در سنین پایین یعنی حدود ۸ تا ۹ سالگی خراب شده‌اند به این امید که با کشیدن این دندان، دندان دایمی بعدی در محل این دندان رویش پیدا کند. تصمیم‌گیری در این موارد وابسته به فاکتورهایی از قبیل میزان خرابی دندان، سن بیمار، وضعیت سایر دندان‌ها، وضعیت رشد فک‌ها، کوچک یا بزرگ بودن فک‌ها و توانایی تشخیص وجود یا عدم وجود دندان عقل می‌باشد.
همزمان با رویش دندان آسیاب بزرگ اول، دندان‌های پیشین در فک پایین نیز رویش پیدا می‌کنند بنابراین با توجه به این دندان می‌توان جستجو در خصوص رویش اولین دندان آسیاب بزرگ را جهت پیشگیری از خرابی آن آغاز نمود. سایر دندان‌های پیشین در فک بالا و پایین در محدوده سنی ۷تا ۸ سال رویش پیدا می‌کنند. بنابراین گروه اول دندان‌های دایمی از سن ۶ تا ۸ سال با رویش دندان آسیاب بزرگ اول و دندان‌های پیشین می‌باشد.
گروه دوم دندانی شامل دندان‌های آسیاب کوچک اول فک پایین و بالا و دندان نیش فک پایین است که در محدوده سنی ۹ تا ۱۰ سال رویش پیدا می‌کنند. گروه سوم دندان‌های دایمی شامل دندان‌های آسیاب کوچک دوم در فک بالا و پایین و دندان‌های آسیاب بزرگ دوم در فک بالا و پایین و دندان نیش در فک بالا است که در سن ۱۱–۱۲ سالگی رویش پیدا می‌کنند. با توجه به اختلاف اندازهٔ که بین دندان‌های شیری و دایمی وجود دارد امکان استفاده از فضای یاد شده جهت درمان‌های ارتودنسی در این زمان وجود داشته وبا توجه به اینکه همه دندان‌ها در این مرحله حضور دارند امکان ایجاد رابطه صحیح و نمای زیبا با سهولت زیادتر با درمان‌های ارتودنسی در این دوره وجود دارد به همین دلیل به این زمان دوره طلایی درمان ارتودنسی گفته می‌شود.